# Oxyde de lutécium(III)
L'oxyde de lutécium(III) est un composé chimique de formule Lu2O3. C'est le sesquioxyde du lutécium, une terre rare. Il se présente sous la forme d'une poudre blanche cristallisée dans le système cubique et le groupe d'espace Ia3 (no 206), structure cristalline qu'il partage avec d'autres sesquioxydes de lanthanides lourds comme Tb2O3, Dy2O3, Ho2O3, Er2O3, Tm2O3, et Yb2O3, qui comptent 16 atomes par maille conventionnelle avec un paramètre cristallin de 1,039 nm. Il est hygroscopique et absorbe le dioxyde de carbone. Il présente un coefficient d'absorption élevé pour les rayons X, ce qui le rend intéressant comme scintillateur pour détecteurs médicaux.

## Préparation
On peut obtenir de l'oxyde de lutécium(III) en faisant brûler du lutécium avec l'oxygène de l'air ou par décomposition thermique de l'oxalate de lutécium Lu2(C2O4)3 : 
4 Lu + 3 O2 ⟶ 2 Lu2O3 ;
Lu2(C2O4)3 ⟶ 2 Lu2O3 + 6 CO.
La production mondiale de lutécium sous forme de Lu2O3 était au début du siècle de l'ordre de 10 t/an.
Il est possible de produire des nanocristaux de Lu2O3 en faisant réagir du nitrate de lutécium Lu(NO3)3 avec de l'urée CO(NH2)2 :
2 Lu(NO3)3 + 5 CO(NH2)2 ⟶ Lu2O3 + 8 N2 + 10 H2O + 5 CO2.

## Utilisation
L'oxyde de lutécium(III) est utilisé dans la production de verres spéciaux ainsi que comme catalyseur pour les réactions de craquage, d'alkylation, d'hydrogénation et de polymérisation. Il est également utilisé comme couche active pour lasers à l'état solide.